# Kasztel (Siedliska Żmigrodzkie)
Kasztel – część wsi Siedliska Żmigrodzkie, położona w województwie podkarpackim, w powiecie jasielskim, w gminie Nowy Żmigród.
W latach 1975–1998 miejscowość administracyjnie należała do województwa krośnieńskiego.